# パッパラ☆アメリカ〜ノ
「パッパラ☆アメリカ〜ノ (We No Speak Americano)」は、オーストラリアのデュオであるヨランダ・ビー・クールと、音楽プロデューサーのDカップによる歌。オーストラリアの独立レーベル Sweat It Out から、2010年2月27日に発売された。この曲は、1956年にイタリアで発表された レナート・カロゾーネが作詞家ニコラ・サレルノと書き、自ら歌ったナポリ語の歌「アメリカかぶれ (Tu vuò fa l'americano)」（曲名は「お前はアメリカ人のように振る舞いたがる」といった意味）をサンプリングしている。この曲は、ヨーロッパ、オーストラリア、（「Pa-Panamericano」という別名で広まった」）ラテンアメリカでヒットとなり、アメリカ合衆国やカナダでも、トップ40入りするヒットとなった。また、地元オーストラリアでは2011年のARIAミュージック・アワードでは「最優秀ダンス曲 (Best Dance Release)」に選ばれた。2011年4月10日の時点で、この曲はアメリカ合衆国の音楽配信で100万ダウンロード以上の売上を達成した。
この曲は、2011年の映画『The Inbetweeners Movie』と『イースターラビットのキャンディ工場』、2012年の映画『マダガスカル3』、2013年の映画『グレート・ビューティー/追憶のローマ』で、それぞれサウンドトラックに使用された。さらに、『シティーハンター』を原作とした大韓民国の2011年のテレビドラマ『シティーハンター in Seoul』の第2話や2017年のあやしいパートナー〜Destiny Lovers〜のティーザー広告、コンピュータゲームの『Zumba Fitness 2』と『Just Dance 4』でも使われた。「パッパラ☆アメリカ〜ノ」は、その後、キューバ系アメリカ人のラッパー、ピットブルによってスペイン語の曲「Bon, Bon」にサンプリングされ、ヨランダ・ビー・クール&Dカップが。この曲のプロデューサ—としてクレジットされた。アメリカ合衆国の体操競技選手ギャビー・ダグラスは、2012年にロンドンで開催された第30回夏季オリンピックで金メダルを獲得したゆか運動の決勝の演技で、この曲を使用した。
日本では、リミックス5作品を含む6トラック入りの『パッパラ☆アメリカ〜ノ☆リミキシーズ』が2013年に発売された。